# Argeș (řeka)
Argeș (rumunsky Râul Argeș) je řeka v Rumunsku (Argeș, Dâmbovița, Ilfov, Giurgiu, Călărași). Je to levý přítok Dunaje. Je 335 km dlouhá. Povodí má rozlohu 12 400 km².

## Průběh toku
Pramení v Jižních Kapatech v masívu Fagaraš (rum. Făgăraș). Na dolním toku teče Dolnodunajskou nížinou.

## Vodní režim
K nejvyšším vodním stavům dochází na jaře, v létě mohou vznikat náhlé povodně.

## Města
Je to jedna z hlavních splavných řek v zemi. Na řece leží město Oltenița